# Zahedan
Zahedan (en persan : زاهدان, Zâhedân) est une ville d'Iran, capitale de la province de Sistan-et-Baloutchistan.
La majorité des habitants de Zahedan font partie de l'ethnie Baloutche et parlent le baloutche. Les monuments historiques importants de Zahedan sont une mosquée sunnite appelée "Mosquée Makki" et un temple sikh.
La ville est proche des régions frontalières entre l'Iran et le Pakistan où vivent les Baloutches,.